# Leptacis microcera
Leptacis microcera är en stekelart som beskrevs av Peter Neerup Buhl 2003. Leptacis microcera ingår i släktet Leptacis och familjen gallmyggesteklar. Inga underarter finns listade i Catalogue of Life.